# Милорадовка (Павлодарская область)
Милорадовка (каз. Милорадовка) — упразднённое село в Успенском районе Павлодарской области Казахстана. Входило в состав Надаровского сельского округа. Ликвидировано в 2004 г.

## Население
В 1989 году население села составляло 241 человек. По данным переписи 1999 года в селе проживало 126 человек (59 мужчин и 67 женщин).